# Microrregión de Limeira
La microrregión de Limeira es una de las microrregiones del estado brasilero de São Paulo perteneciente a la mesorregión Piracicaba. Su población fue estimada en 2006 por el IBGE en 574.322 habitantes y está dividida en ocho municipios. Posee un área total de 2.311,753 km².

## Municipios
- Araras
- Conchal
- Cordeirópolis
- Iracemápolis
- Leme
- Limeira
- Santa Cruz da Conceição
- Santa Gertrudes

- Datos: Q953494
- Multimedia: Limeira / Q953494